# Marius Bauer
Marie Alexandre Jacques (Marius) Bauer (Den Haag, 25 januari 1867 - Amsterdam, 18 juli 1932) was een Nederlandse kunstschilder. De grootste bekendheid kreeg hij met het maken van etsen en litho's met Oosterse taferelen en hij wordt dan ook Nederlands bekendste oriëntalist genoemd.

## Jeugd en opleiding
Marius Bauer werd geboren in een kunstminnend milieu, de kinderen leerden al vroeg tekenen. Hij had een oudere broer, de architect Willem Cornelis Bauer.
Bauer volgde van 1878 tot 1885 de Koninklijke Academie van Beeldende Kunsten in Den Haag, waar hij met onder andere zijn tijdgenoot Breitner les kreeg. Hij was lid van Pulchri Studio en Arti et Amicitiae. In 1888 maakte hij een studiereis naar Constantinopel. Vanaf dat moment was het 'Oosten' zijn hoofdonderwerp. Hij maakte hierna vele reizen naar Spanje, Rusland, Marokko, Algerije, Egypte, India, Ceylon en Nederlands-Indië. Hij werd hiertoe in staat gesteld door de Amsterdamse kunsthandelaar Elbert Jan van Wisselingh, die betaalde voor zijn reizen naar het buitenland met daarbij een toelage om van te kunnen leven.

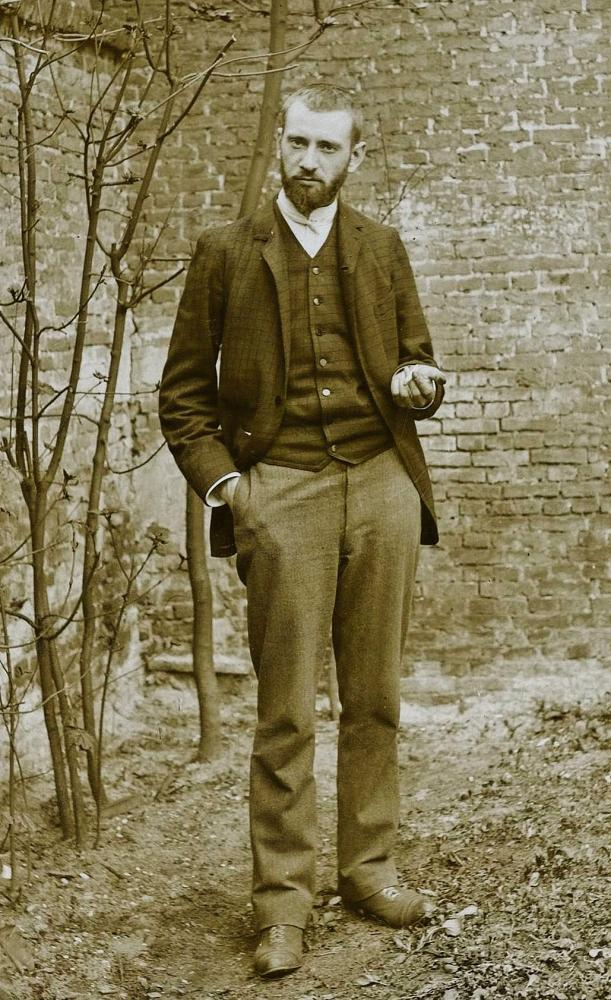
Marius Bauer op 21-jarige leeftijd (1888)

## Huwelijk
Marius Bauer huwde in 1902 met de schilderes Johanna Stumpff (1873-1964), bekend als een van de Amsterdamse Joffers. Het huwelijk bleef kinderloos.

## Stijl
Bauer maakte talrijke etsen, maar ook aquarellen en olieverfschilderijen van Oosterse steden, kamelen, olifanten, Arabieren en moskeeën. Zijn stijl kan omschreven worden als impressionistisch. Hij werd sterk beïnvloed door de Haagse School in zowel techniek als lichtgebruik. Marius Bauer was een van de weinige Nederlandse kunstenaars uit de 19e eeuw die zich uitsluitend op het oriëntalisme toelegde.
Hij baseerde zijn werk op zijn schetsen die hij ter plekke maakte en op foto's die hij onderweg kocht. Eenmaal thuis werkte hij de schetsen uit tot volwaardige kunstwerken. Deze werken waren niet waarheidsgetrouw, maar gebaseerd op de persoonlijke indrukken die Bauer in het Oosten had opgedaan. Ze ademen vaak de dromerig sfeer van de verhalen uit Duizend-en-een-nacht.

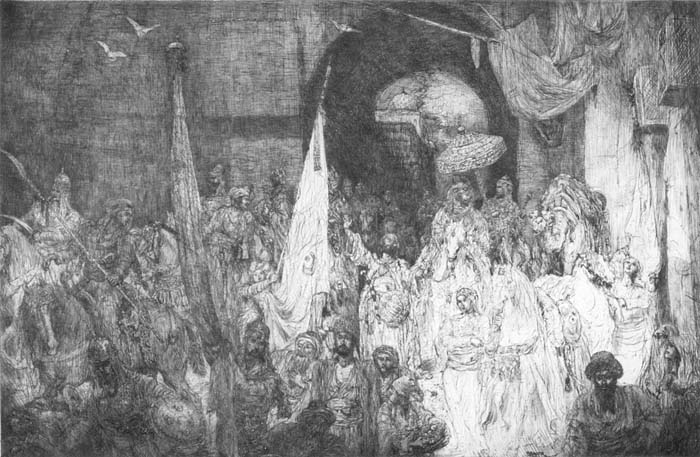
Intocht van een Koning
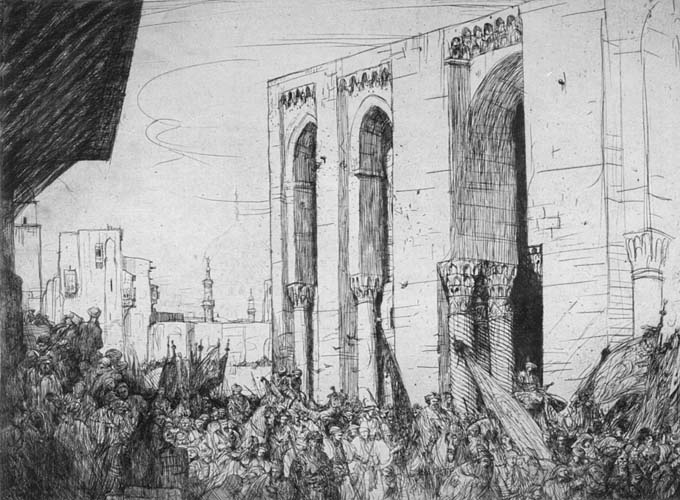
Pilgrimage
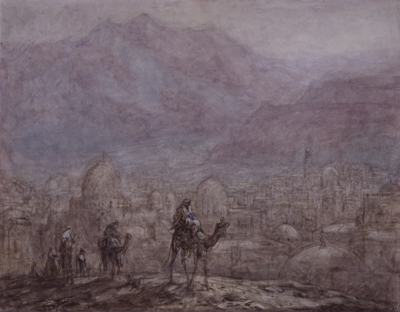
Kameelruiters
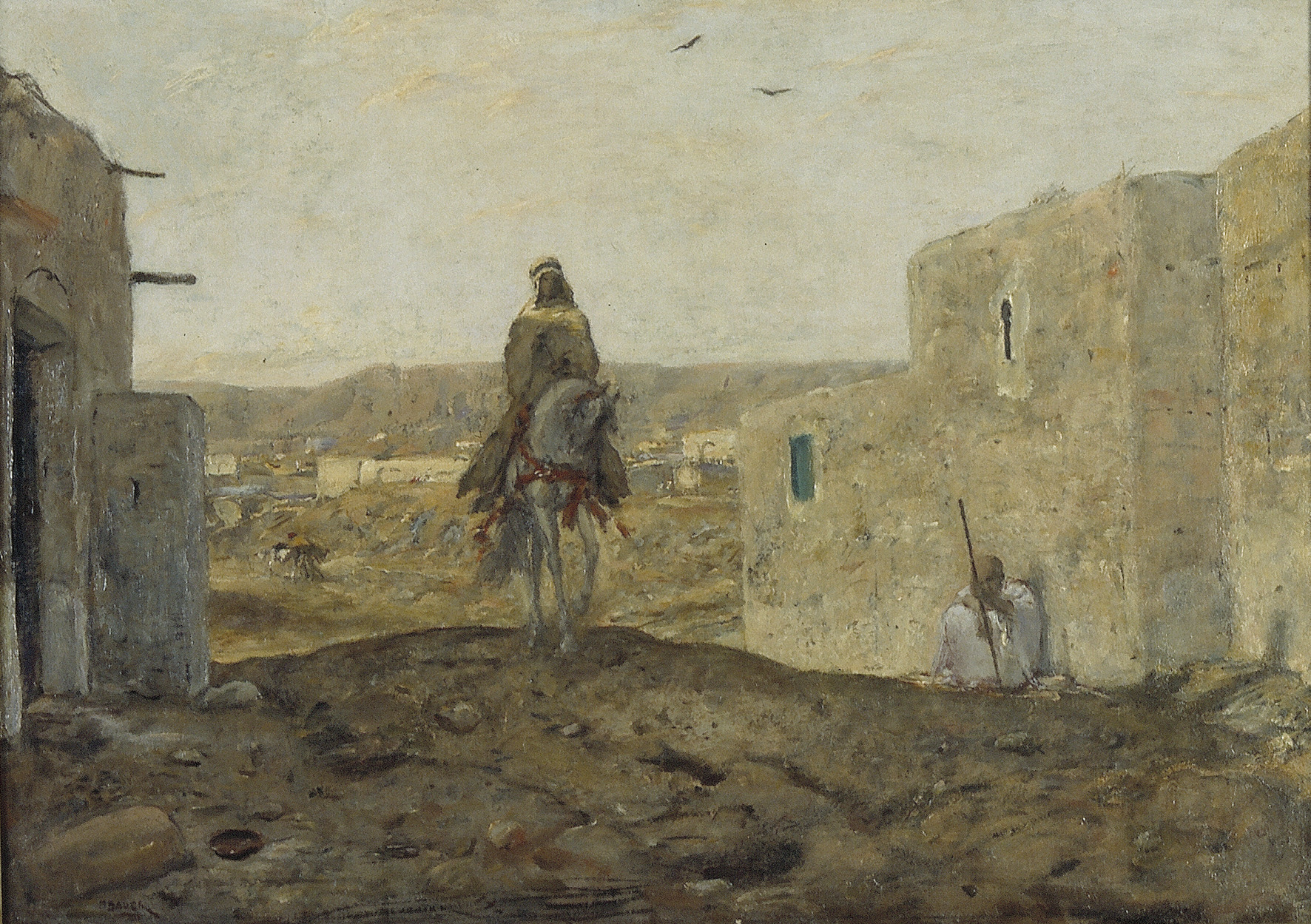
Ruiter in Caïro
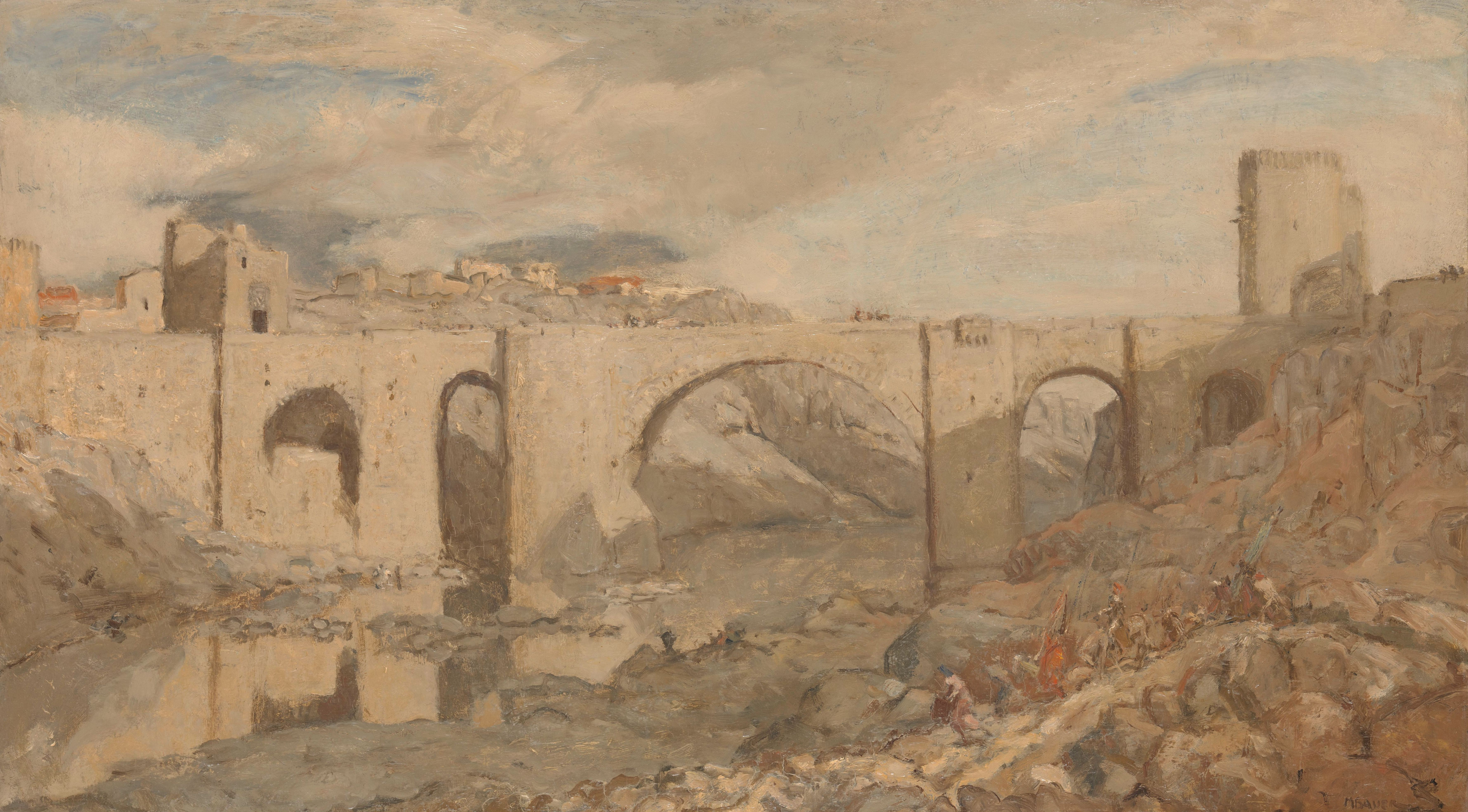
Brug bij Toledo
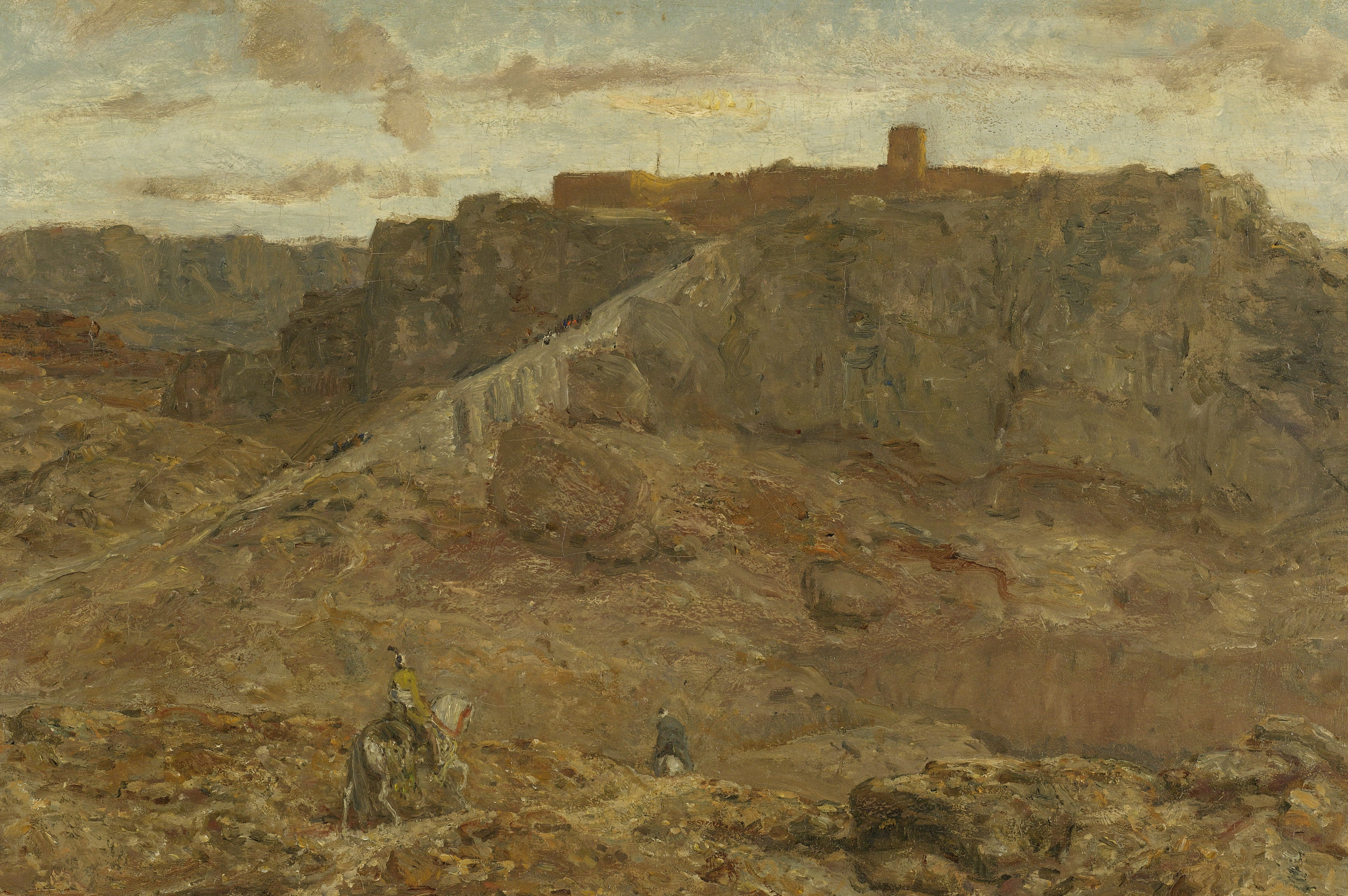
Berglandschap in Egypte
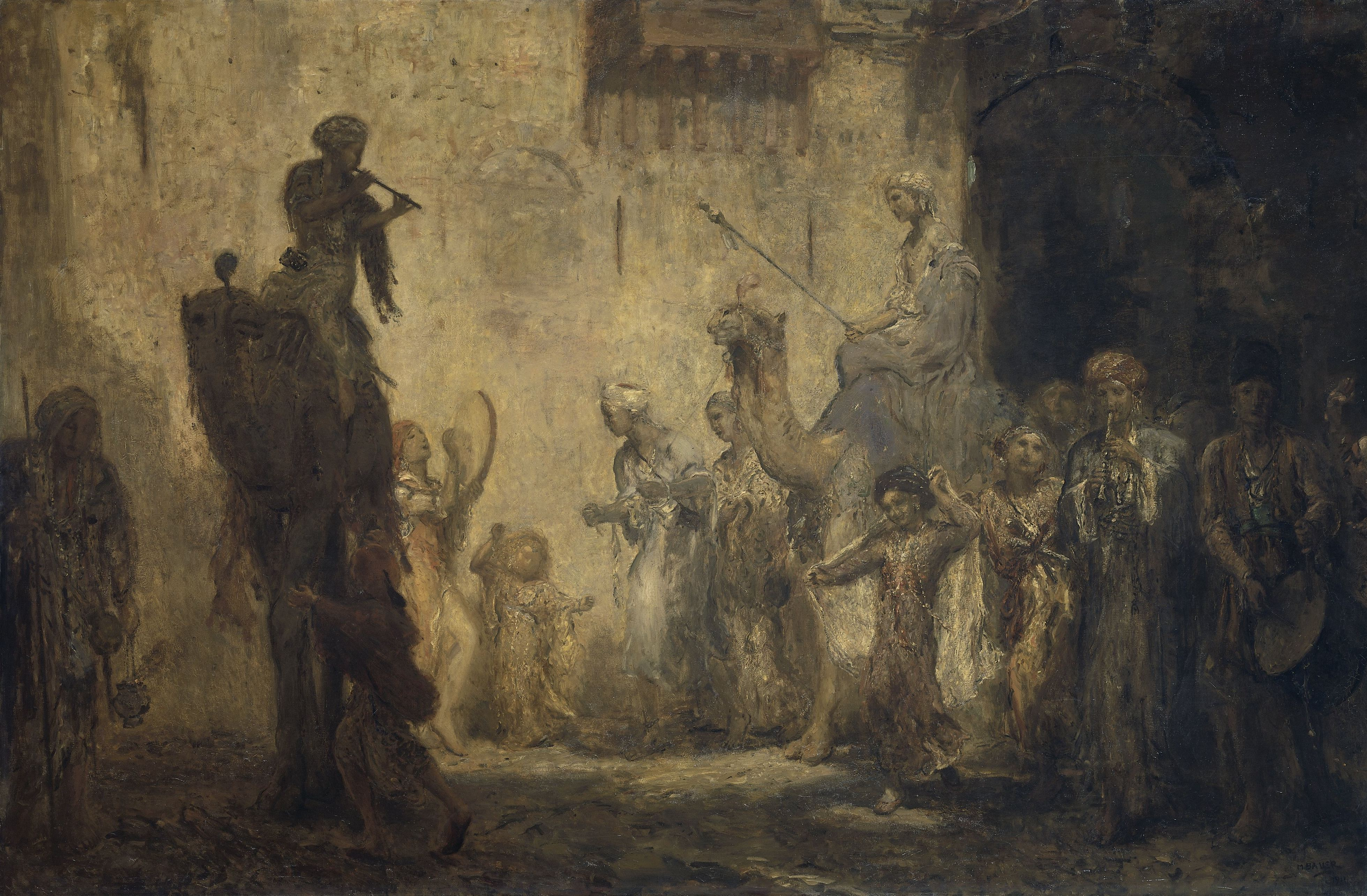
Oosterse bruiloft
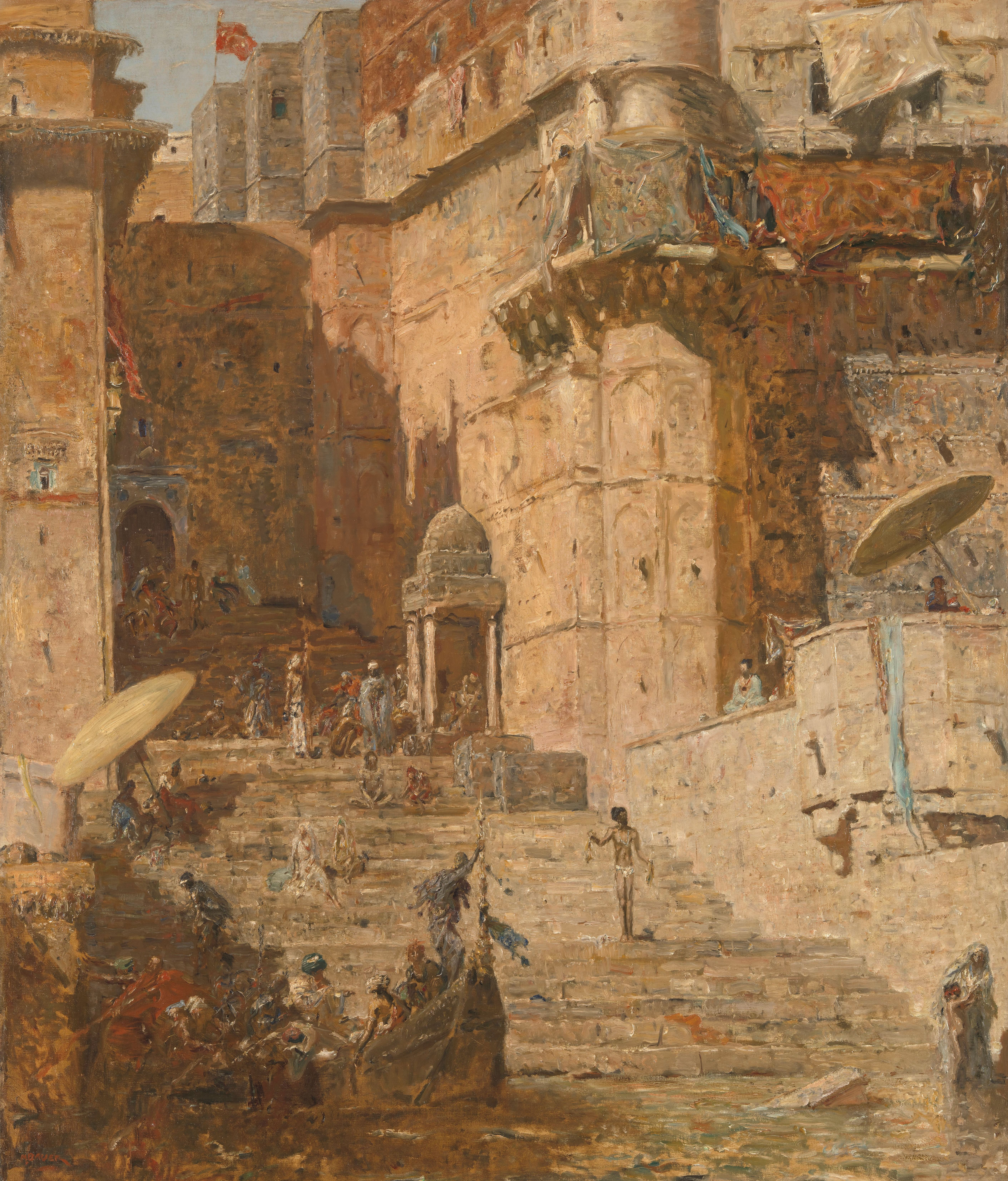
Benares, India

## Bekendheid
Al tijdens zijn leven was Bauer een beroemd kunstenaar. Hij heeft dan ook meerdere onderscheidingen en prijzen in ontvangst mogen nemen. Zo won hij meerdere prijzen aan de Haagsche Academie en is Bauer benoemd tot Ridder in de Orde van Oranje-Nassau.
Zijn werken werden op grote schaal in het begin van de 20e eeuw door particuliere verzamelaars gekocht, ook in het buitenland zoals in het Verenigd Koninkrijk. De etsen die hij gemaakt heeft worden door sommige deskundigen zeer gewaardeerd door de hoge kwaliteit hiervan.
In latere fase is een aantal van zijn werken bij diverse musea bij hun collectie gevoegd, door aankopen hetzij door schenkingen.

## Prijzen en onderscheidingen
- Prijs voor het tekenen van een geschaduwde kop, Haagsche Academie, 1879
- Prijs voor het tekenen van een pleistermasker, Haagsche Academie, 1882
- De zilveren Rijksmedaille voor het tekenen naar levend naakt, Haagsche Academie, 1884
- Prijsvraag voor affiche voor theehandelaar E.Brandsma, zowel voor de firma te Amsterdam als voor het filiaal in Keulen, eerste prijs, 1891
- 1e klasse van de “Afdeeling Schoone Kunsten”op de wereldtentoonstelling van 1894 te Antwerpen, medaille
- Willink van Collenprijs, 1896
- De gouden medaille verleend door H.M. de Koningin-Regentes Emma, 1896
- Onderscheiding van de Russische Keizer, 1896
- Grand Prix op de wereldtentoonstelling van 1900 te Parijs
- Ridder in de Orde van Oranje-Nassau, 1901
- Gouden medaille op de Internationale Tentoonstelling te Arnhem, 1901
- Gouden medaille op de Internationale Tentoonstelling te München, 1901
- Gouden medaille op de Internationale Tentoonstelling, Saint Louis, 1904
- Officier in de Orde van Oranje-Nassau, 1906
- Gouden Keizerlijke Medaille op de Berliner Kunst Ausstellung, 1910
- Gouden Medaille op de Wereld Tentoonstelling in Brussel, 1910
- Officier in de Orde van de Kroon(Koning Albert van België), 1911
- 1e Prijs (1000 op de Internationale Kunsttentoonstelling te Rome, 1911
- Benoemd op 12 mei tot Agrégé Etranger van de Koninklijke Academie voor Schoone Kunsten te Antwerpen, 1923
- Benoemd tot Ridder in de Orde van Oranje-Nassau, 1926
- Benoemd tot Honorary Member of the Senefelder Club, 1930

## Varia
- Na het overlijden van zijn vader verhuisden Marius Bauer in 1896 met zijn moeder en zus Suse naar een woning in Bussum bij Walden, hij was bevriend met de schrijver Frederik van Eeden; ook zijn broer Willem woonde tot aan zijn dood in Bussum en Hilversum.
- In 1901 gaat Marius Bauer wonen in een nieuw ontworpen Villa met de toepasselijke naam Stamboel, in Aerdenhout, ontworpen door zijn broer Willem Bauer.
- Hij was getrouwd in 1902 met de kunstenares, Jo Bauer-Stumpff (5 september 1873 - 19 december 1964), dochter van Willem Stumpff.
- Bauer was een fervent verzamelaar van antieke Oosterse objecten.
- In 1996 is de Bauer Documentatie Stichting (BDS) opgericht. Deze stichting heeft als doel het werk van Marius Bauer meer bekendheid te geven en onderzoek te doen naar zijn schilderijen.